# Ivan Ilyin
Ivan Alexandrovich Ilyin (9 de abril de 1883 - 21 de dezembro de 1954) foi um filósofo religioso e político russo, publicitário emigrado branco e um ideólogo da União Militar de Todos os Russos.

## Juventude
Ivan Ilyin nasceu em Moscou em uma família aristocrática que afirmava ser descendente de Rurikid. Seu pai, Alexander Ivanovich Ilyin, nascera e passara a infância no Grande Palácio do Kremlin, desde que o avô de Ilyin servira como comandante do palácio. O padrinho de Alexandre Ilyin foi o imperador Alexandre III da Rússia. A mãe de Ivan Ilyin, Caroline Louise (nascida Schweikert von Stadion), era uma russa alemã e luterana de confissão cujo pai, Julius Schweikert von Stadion, tinha sido um Conselheiro Colegiado sob a Tabela de Posições. Ela se converteu à ortodoxia russa, adotou o nome de Yekaterina Yulyevna e se casou com Alexander Ilyin em 1880. Ivan Ilyin também foi criado no centro de Moscou, não muito longe do Kremlin, em Naryshkin Lane. Em 1901, ele entrou na faculdade de Direito da Universidade Estadual de Moscou. Ilyin geralmente desaprovava a Revolução Russa de 1905 e não participava ativamente das ações políticas estudantis. Enquanto estudante, Ilyin se interessou por filosofia sob a influência do professor Pavel Ivanovich Novgorodtsev (1866-1924), que era um filósofo cristão da jurisprudência e um liberal político. Em 1906, Ilyin se formou em direito e, a partir de 1909, começou a trabalhar na universidade como acadêmico.

## Antes da revolução

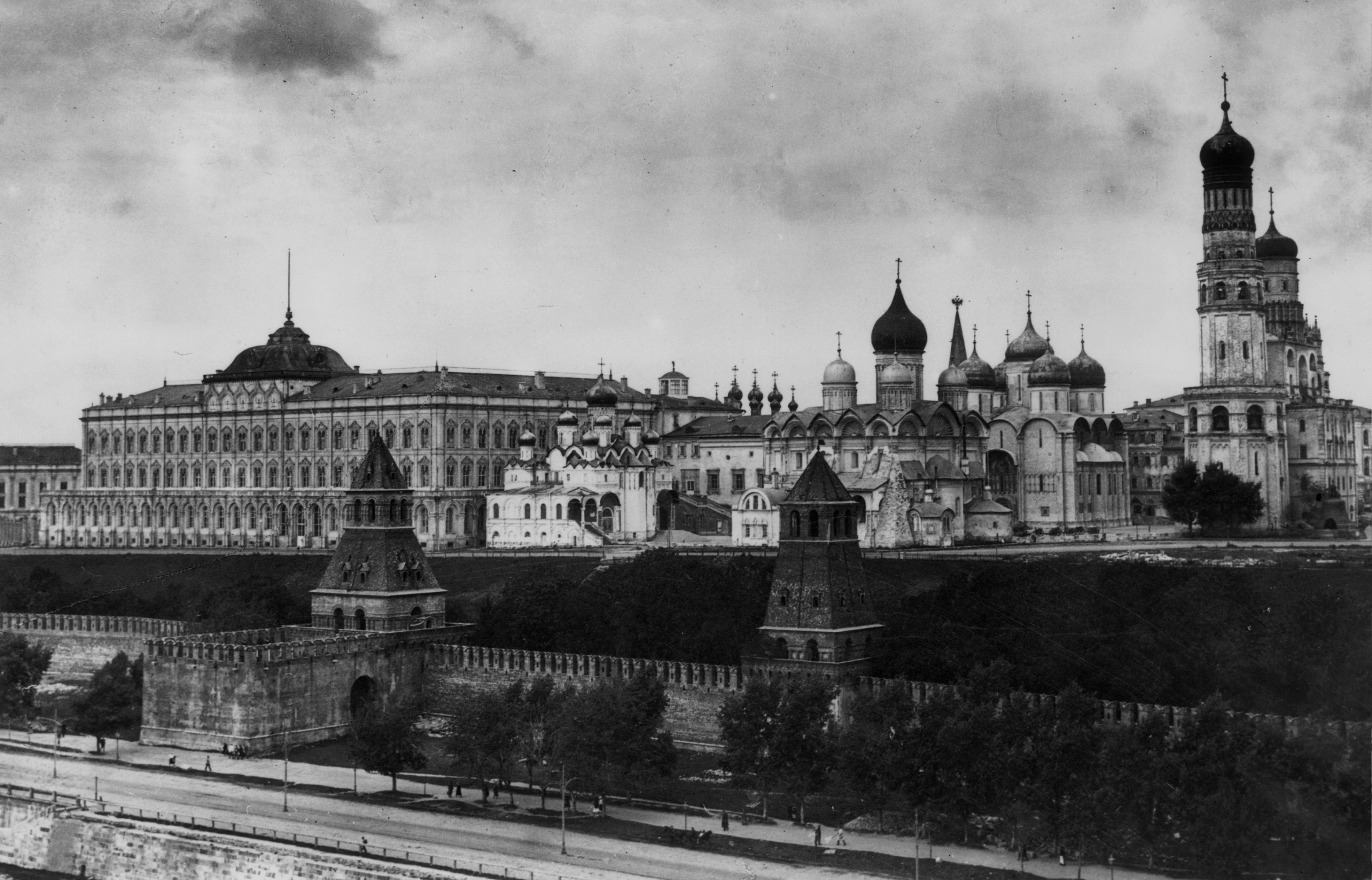
Vista do Kremlin do rio. Praça Ivanovskaia. Início da década de 1920

Em 1911 Ilyin mudou-se por um ano para a Europa Ocidental para trabalhar em sua tese: "Crise da filosofia racionalista na Alemanha no século XIX". Em seguida, voltou a trabalhar na universidade e ministrou uma série de palestras denominadas "Introdução à Filosofia do Direito". Novgorodtsev ofereceu a Ilyin uma palestra sobre teoria do direito geral no Instituto de Comércio de Moscou. No total, ele lecionou em várias escolas durante 17 horas por semana.
Naquela época, Ilyin estudava a filosofia de Hegel, particularmente sua filosofia de estado e direito. Ele considerou esse trabalho não apenas como um estudo de Hegel, mas também como uma preparação para seu próprio trabalho sobre a teoria do direito. Sua tese sobre Hegel foi concluída em 1916 e publicada em 1918.
Em 1914, após o início da Primeira Guerra Mundial, o Professor Príncipe Evgeny Trubetskoy organizou uma série de palestras públicas dedicadas à "ideologia da guerra". Ilyin contribuiu para isso com várias palestras, a primeira das quais foi chamada de "O Sentido Espiritual da Guerra". Ele era um oponente absoluto de qualquer guerra em geral, mas acreditava que, como a Rússia já havia se envolvido na guerra, o dever de todo russo era apoiar seu país. A posição de Ilyin era diferente da de muitos juristas russos, que não gostavam da Alemanha e da Rússia czarista igualmente.

## Revolução e exílio

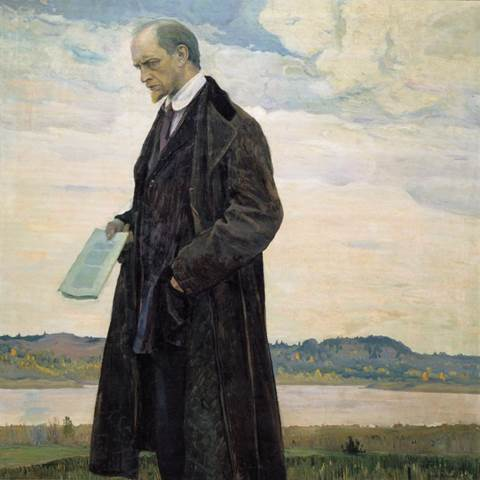
Ilyin em 1921, por Mikhail Nesterov.

No início, Ilyin percebeu a Revolução de fevereiro como a libertação do povo. No entanto, com a Revolução de Outubro concluída, a decepção se seguiu. Na Segunda Conferência de Figuras Públicas de Moscou, ele disse: "A revolução se transformou em uma pilhagem do estado por interesse próprio". Mais tarde, ele avaliou a revolução como a catástrofe mais terrível da história da Rússia, o colapso de todo o estado. No entanto, ao contrário de muitos adeptos do antigo regime, Ilyin não emigrou imediatamente. Em 1918, Ilyin tornou-se professor de direito na Universidade de Moscou; sua tese acadêmica sobre Hegel foi publicada.
Depois de abril de 1918, Ilyin foi preso várias vezes por suposta atividade anticomunista. Seu professor Novgorodtsev também foi brevemente preso. Em 1922, ele acabou sendo expulso, por ordens de Lenin, entre cerca de 160 intelectuais proeminentes, nos chamados "Navios dos filósofos".

## Emigração
De 1922 a 1938 viveu em Berlim.  Sua mãe era alemã e Ilyin escrevia tão bem em alemão quanto em russo.  Entre 1923 e 1934, Ilyin trabalhou como professor do Instituto Científico Russo em Berlim. Foi oferecido a ele o cargo de professor na faculdade de direito russa em Praga sob o comando de seu professor Pavel Novgorodtsev, mas ele recusou o cargo. Ele se tornou o principal ideólogo do movimento russo branco na emigração e entre 1927 e 1930 foi editor do jornal em língua russa Russkiy Kolokol (Sino Russo). Ele lecionou na Alemanha e em outros países europeus.
Ele morreu em Zollikon, perto de Zurique, em 21 de dezembro de 1954.
O presidente da Rússia Vladimir Putin esteve pessoalmente envolvido na transferência de seus restos mortais de volta para a Rússia e, em 2009, consagrou seu túmulo. 

## Doutrina

### Obras de Ilyin sobre a Rússia
No exílio, Ilyin argumentou que a Rússia não deveria ser julgada pelo perigo comunista que representava na época, mas ansiava por um futuro em que se libertaria com a ajuda do fascismo cristão.  A partir de sua tese de 1918 sobre a filosofia de Hegel, ele escreveu muitos livros sobre tópicos políticos, sociais e espirituais relativos à missão histórica da Rússia. Um dos problemas em que trabalhou foi a pergunta: o que acabou levando a Rússia à tragédia da revolução? Ele respondeu que o motivo era "o respeito próprio fraco e prejudicado" dos russos. Como resultado, surgiram desconfianças e suspeitas mútuas entre o estado e o povo. As autoridades e a nobreza constantemente abusaram de seu poder, subvertendo a unidade do povo. Ilyin pensava que qualquer estado deve ser estabelecido como uma corporação da qual um cidadão é membro com certos direitos e certos deveres. Portanto, Ilyin reconheceu a desigualdade das pessoas como um estado de coisas necessário em qualquer país. Mas isso significava que as classes superiores instruídas tinham um dever especial de orientação espiritual para as classes inferiores não instruídas. Isso não aconteceu na Rússia.

### Visão sobre fascismo e anti-semitismo
Vários trabalhos de Ilyin   (incluindo aqueles escritos após a derrota alemã em 1945) defendiam o fascismo. Ilyin via Hitler como um defensor da civilização contra o bolchevismo e aprovava a maneira como Hitler, em sua opinião, derivou seu antissemitismo da ideologia dos brancos russos. 

## Influência
As opiniões de Ilyin influenciaram outros autores russos do século XX, como Aleksandr Solzhenitsyn, bem como muitos nacionalistas russos. Em 2005, 23 volumes das obras coletadas de Ilyin foram republicados na Rússia. 
Após a morte da mulher de Ilyin em 1963, o estudioso de Ilyin Nikolai Poltoratzky fez com que os manuscritos e papéis de Ilyin fossem trazidos de Zurique para a Universidade estadual de Michigan, onde ele era professor de russo. Em maio de 2006, a MSU transferiu os papéis de Ilyin para o Fundo de Cultura Russa, afiliado ao Ministério da Cultura da Rússia. 
Timothy D. Snyder, da Universidade de Yale, acredita que a ideologia de Putin e seu regime foi influenciada pelo Ivan Ilyin. Ilyin também já citado pelo presidente da Rússia, Vladimir Putin, e é considerado por alguns observadores como uma grande inspiração ideológica para Putin. Putin esteve pessoalmente envolvido na transferência dos restos mortais de Ilin de volta para a Rússia, e em 2009 consagrou seu túmulo.